# Jan Derksen
Jan Derksen (Geertruidenberg, 23 de janeiro de 1919 - Amesterdão, 22 de maio de 2011) foi um ciclista neerlandês, que foi profissional entre 1940 e 1964. Dedicou-se ao ciclismo em pista, especializando na Velocidade. Conseguiu três campeonatos do mundo da modalidade de velocidade, um de amador e duas de profissionais; e treze títulos nacionais da especialidad. Manteve uma forte rivalidad com seu compatriota Arie van Vliet.

## Palmarés
- 1939
  - Campeão do Mundo de velocidade amador
    - 1.º no Grande Prêmio de Paris em velocidade amador
- 1942
  -     - 1.º no Grande Prêmio de Copenhaga em velocidade
- 1943
  - Campeão dos Países Baixos de velocidade
- 1946
  - Campeão do Mundo de velocidade
- 1949
  - Campeão dos Países Baixos de velocidade

1950
- -     - 1.º no Grande Prêmio de Paris em velocidade
- 1951
  -     - 1.º no Grande Prêmio de Copenhaga em velocidade
- 1952
  - Campeão dos Países Baixos de velocidade
- 1953
  - Campeão dos Países Baixos de velocidade
- 1954
  - Campeão dos Países Baixos de velocidade
- 1955
  - Campeão dos Países Baixos de velocidade
- 1957
  - Campeão do Mundo de velocidade 
  - Campeão dos Países Baixos de velocidade
- 1958
  - Campeão dos Países Baixos de velocidade 
    - 1.º no Grande Prêmio de Paris em velocidade
- 1959
  - Campeão dos Países Baixos de velocidade
- 1960
  - Campeão dos Países Baixos de velocidade
- 1961
  - Campeão dos Países Baixos de velocidade
- 1962
  - Campeão dos Países Baixos de velocidade
- 1963
  - Campeão dos Países Baixos de velocidade